# دشت سلطان أباد سة (كوهستان)
دشت سلطان أباد سة (بالإنجليزية: Dasht-e Soltanabad-e Seh)‏ هي قرية تقع في إيران في فارس. يقدر عدد سكانها بـ 46 نسمة .